# Roodbuiktamarin
De roodbuiktamarin (Saguinus labiatus)  is een zoogdier uit de familie van de klauwaapjes (Callitrichidae). De wetenschappelijke naam van de soort werd voor het eerst geldig gepubliceerd door Étienne Geoffroy Saint-Hilaire in 1812.

## Voorkomen
De soort komt voor in Brazilië, Peru en Bolivia.

## Ondersoorten
- Saguinus labiatus labiatus – (Geoffroy Saint-Hilaire, 1812) – Komt voor in Bolivia, Brazilië (ten zuiden van de Rio Ipixuna) en Peru.
- Saguinus labiatus rufiventer –  (J. E. Gray, 1843) – Komt voor in Brazilië, tussen de Rio Madeira en de Rio Purus, ten noorden van de Rio Ipixuna.
- Saguinus labiatus thomasi –  (Goeldi, 1907) – Komt voor in Brazilië, tussen de Rio Solimões en de Rio Japurá.